# Чернігівська міська територіальна громада
Чернігівська міська громада — територіальна громада в Україні, у Чернігівському районі Чернігівської області. Адміністративний центр місто — Чернігів.
Утворена відповідно до розпорядження Кабінету міністрів України №730-р від 12 червня 2020 року «Про визначення адміністративних центрів та затвердження територій територіальних громад Чернігівської області», з територією та населеними пунктами Чернігівської міської ради Чернігівської області.

## Населенні пункти
До складу громади увійшло місто Чернігів.